# Врточе
Врточе (словен. Vrtoče) — поселення на південь від Білє в общині Мірен-Костанєвіца, Регіон Горишка, Словенія. Висота над рівнем моря: 302,6 м.